# Terraria
Терариа (en.Terraria) је акционо-авантуристичка сендбокс игра коју је развио Re-Logic. Игра је први пут објављена за Microsoft Windows 16. маја 2011. и од тада је портована на неколико других платформи. Игра садржи истраживање, израду алатки, изградњу кућа и уникатан систем борбе са разним створењима у процедуларно генерисаном дводимензијалном свету. Терариа је добила углавном позитивне критике, уз похвале њеним сендбокс елементима. Игра је продата у преко 35 милиона примерака до краја 2020. 

## Аспекти игре
Терариа је дводимензионална сендбокс игра чија се радња бави истраживањем, изградњом, израдом оруђа и оружја, борбом, преживљавањем и рударењем, која се може играти у режимима за једног играча и за више играча. Игра има стил заснован на 2Д коцкицама које подсећају на 16-битни стил Super NES -а. Игра је позната по свом класичном истраживачко-авантуристичком стилу, сличном играма као што су Метроид и Минецрафт .

### Прича
Према игрициној причи (објављена на 8. годишњици изласка Терарије), Свет Терарије је био свет мира који су богови створили да би сваком бићу дали слободу. На крају, створење по имену Ктулу са незамисливом моћи је стигло на овцај свет у нади да га разори. На крају су мистериозна бића под именом Дријади стигли да зауставе Ктулуа. Иако нису могли да га униште, успели су да га ослабе тако што су му ишчупали очи, мозак и део скелета. Ктулу се затим повукао у сенке и чека да му неко врати његову стару моћ.

### Гејмплеј
Игра почиње у процедуларно генерисаном свету, са играчима који почињу са неколико основних алата и водичем за нон-плејер карактере (НПЦ) да би могли да започну своју авантуру. Игра се састоји из неколико слојева коцкица које играч може да мења. Многи ресурси, као што су руде, могу се пронаћи током истраживања пећина. Играч почиње са малом количином животних поена и мане, која се може повећати проналажењем одређених предмета. Неки ресурси се могу наћи само у одређеним областима мапе, у ретким ковчезима или испуштени од стране одређених непријатеља. Играч користи ресурсе за израду нових предмета и опреме на одговарајућој табли за тај рецепт. На пример, столице или други предмети се могу израдити на радном столу, полуге се могу истопити из руде у пећи, а оклоп се може направити на наковњу. Неколико напредних рецепата у Терарији захтевају да производе претходних рецепата користите као елементе овог. Играчи имају опцију да прилагоде изглед својих карактера при креирању новог или унутар игре тако сто посете НПЦ-а стилисту. Поред тога, играчи могу набавити ствари које се могу користити за промену изгледа и боје оклопа. Карактери имају три поља у инвентару за оклоп, и пет поља за разне додатке како би се побољшали статуси играча, као што су крила или чизме за ходање по води. Слично као и већина предмета у Терарији, оклоп и додаци се могу израдити, пронаћи широм света или добити победом над негативцима.

#### Непријатељи
Играч може наићи на много различитих типова непријатеља у Терарији, чија појава зависи од неколико фактора времена, локације или насумичних догађаја, попут догађаја под називом крвави месец (енг. Blood moon). Играч се може борити против непријатеља мачевима, буздованима, луковима, пушкама, чаролијама, бичевима, јојо-има и позваним минионима. Играч се такође може борити са главним негативцима (босевима) који користе различите стилове борбе и могу испустити ретке предмете. Босеви се позивају коришћењем одређених предмета или када су испуњени одређени критеријуми. Победа над овим босевима је директно везан за напредак у игриној причи, осим за неколико босева који нису неопходни за развој приче. Побеђивање одређеног боса доводи игру у хардмод, што додаје много нових непријатеља широм света, нове НПЦ-ове као и нове предмете за ојачавање карактера. Поред босева, играчи се могу борити са специјалним непријатељима и мини босевима током специјалних догађаја. Специјални догађаји се дешавају када се испуне посебни критеријуми, као што је доба дана или напредак у игри. Специјални догађаји се такође могу десити кориштењем предемета који их покрећу. Терариа такође прилагођава игру на основу доба године у које играч игра, на пример, у децембру стиже НПЦ Деда Мраз, али он остаје само од 15. до 31. децембра. Поред битака за време специјалних догађаја и борби са босевима, многи ексклузивни предмети се могу добити само пецањем. Различити предмети се могу ухватити пецањем у различитим биомима и у различито доба дана. Пецање није неопходно за напредовање у игри, али може бити корисно за добијање одређених предмета у ранијим деловима игре.

#### Нон-плејер карактери
Остварујући одређене циљеве, као што је поражавање боса или добијање одређеног предмета, играчи могу привући НПЦ-ове да заузму куће које су изградили, као што су трговац, медицинска сестра или чаробњак. Неки НПЦ-ови се могу набавити тако што се пронађу широм света, а затим стављају у куће које су креирали играчи. Играчи тада могу купити или продати предмете НПЦ-овима или купити одређене услуге од НПЦ-ова са новчићима пронађеним у свету. Игра садржи много различитих биома и области, од којих је сваки, дом јединственом скупу непријатеља и нових изазова попут ретких пирамида у песковитом биому. Три биома, специфично Корупција, Кримзон и Холоу који је ексклузиван за хардмод, прошириће се полаганом конверзијом суседних блокова. Док играч истражује свет, минимапа се попуњава и може да се погледа у било ком тренутку у игри како би се осигурало да играчи увек могу да пронађу пут кући. 
„Експерт“ и „Мастер мод“ су режими тежине који повећавају изазов игре у замену за неке ексклузивне предмете. Режим „Џурни“(еn. Journey) омогућава играчима да дуплирају предмете, прилагоде тежину и контролишу време по жељи током играња. Терариа има подршку за модификацију игре, што је омогућено тМодЛоадер-ом. 

## Развој и издања

### Развој
Терариа је развијена од стране Re-Logic-а почевши од јануара 2011. и изграђена је на Microsoft XNA framework и написана у С#-у. Re-Logic је на свом тиму имао Ендруа Спинкса, који је дизајнирао и програмирао игру; Фина Бриса, који је заједно са Спинксом урадио графички дизајн; и Џеремиа Герета, који је био асистент продукције у Re-logic-у, али је отишао убрзо након изласка игре. Музику је компоновао Скот Лојд Шели. Игра је објављена за Microsoft Windows 16. маја 2011.

#### Развој на различитим платформама
У септембру 2012, Спинкс је најавио да ће Engine Software и 505 Games пренети Террариа на Xbox 360 и PlayStation 3. Игра је објављена за Xbox 360 преко Xbox Live Arcade 27. марта 2013. Верзија за PlayStation 3 је објављена преко PlayStation Network-a у Северној Америци 26. марта 2013. у Европи и Аустралији 15. маја 2013. Убрзо након почетног избацивања конзоле, 505 Games је најавио Терариу за PlayStation Vita. у Европи је објављена 11. децембра 2013, а у Северној Америци 17. децембра 2013. Spike Chunsoft је локализовао PlayStation3 и Vita верзије за продају у Јапану, укључујући ексклузивне предмете као што је костим заснован на Монокуми из њихове серије Данганронпа. У мају 2013. године, 505 Гамес је најавио мобилну верзију Терарие коју је портовао холандски студио Codeglue за Аndroid, iOS и Windows Phone . Објављен је за iOS 29. августа 2013. и за Android 13. септембра 2013. Windows Phone верзија је објављена 12. септембра 2014.

#### Скандал са Google-om
Почетком фебруара 2021, Ендру Спинкс је најавио отказивање порта за конзолу Stadia због суспензије Re-Logic Google налога без наведеног разлога више од три недеље. Такође је најавио да Re-Logic више неће радити са Google-om у будућности, наводећи: „Не желим да имам везе са корпорацијом која тако мало цени своје клијенте и партнере. Пословање са Google-om је сметња.“ Касније је појаснио да то неће утицати на постојеће Android и Google Play верзије игре. Касније тог фебруара, Google се обратио Re-Logic-у у вези са гашењем налога, пружио транспарентност и вратио њихове налоге, а касније је Re-Logic поново потврдио да још увек планирају да објави игру за Stadia-у, што је и учинио 18. марта 2021. 

### Издања

#### Издање 1.1
У децембру 2011. игра је ажурирана на верзију 1.1, избацивајући нова чудовишта, босеве, НПЦ-ове и предмете. Ова експанзија за игру је поред свег овога, такође побољшала технологију стварања света и систем осветљења. У фебруару 2012. програмери су најавили да неће наставити са активним развојем, већ да ће објавити један последњи печ за исправку грешака. Међутим, развој је настављен 2013. године, а Спинкс је питао играче за идеје за будућа експанзије садржаја. 

#### Издање 1.2
У октобру 2013. Re-Logic је објавио верзију 1.2 за Терариу за Windows. Ова експанзија је додало мноштво нових механика, промена у начину игре и графичких промена. Након што је објављена експанзија 1.2, игра се вратила на примање континуираних ажурирања. Верзија за конзоле и мобилне телефоне је ову експанзију добила 2014. Терариа објављена на GOG.com-у 2. октобра 2014. Верзија Терарие која се може преузети директно са интернета је за PlayStation 4 објављена 11. новембра 2014,а за Xbox One 14. новембра 2014, док је физичко издање ушло у продају 2. децембра 2014. У септембру 2014, Re-Logic је најавио да ће Терариа доћи на MacOS и Linux. Обе верзије су објављене 12. августа 2015. Nintendo 3DS верзија је први пут објављена у Nintendo eShop -у 10. децембра 2015. Верзија за Wii U је објављена на eShop-у у јуну 2016.

#### Издање 1.3
Верзија 1.3 је објављена 30. јуна 2015, додајући још више предмета, специјалних догађаја, непријатеља и босева. Експанзија је објављено за конзоле 12. децембра 2017, а за мобилне уређаје 27. августа 2019. У јулу 2016, 505 Games је објавио да Engine Software и Codeglue више неће радити на верзијама за конзоле и мобилне уређаје, а да ће нови студио, PipeWorks, преузели развој тих верзија. Верзија за Nintendo Switch, коју је пренео 505 Games, објављена је 27. јуна 2019. У децембру 2018, 505 Games је објавио да ће развој експанзије 1.3 за мобилне уређаје преузети DR Studios како би помогао Pipeworks-у да се фокусира на порт игре за Switch. У августу 2020, Re-Logic је најавио да ће развој верзија за конзоле и Switch преузети DR Studios.

#### Издање 1.4
Четврта и последња великa експанзија за игру, Journey's End, објављена је 16. маја 2020. године, на девету годишњицу првобитног изласка игре. Као и код претходних експанзија, додати су нови предмети, непријатељи и режими тежине.
Експанзија за Steam верзију игре из марта 2021. додала је директну подршку за поделу светова и ликова кроз Steam Workshop. tModLoader се и даље користи за инсталирање модова које праве корисници .
Дана 21. октобра 2021. на званичном Терариа Тwitter налогу је објављено да ће новa експанзија додати садржај из indie видео игре Don't Starve Together . Такође је најављено да ће Don't Starve Together добити садржај са темом Терариe . Обe експанзије су објављена 18. новембра 2021. 

### Отказане експанзије
У октобру 2013. Спинкс је објавио да планира Терари-у 2, наводећи да ће се значајно разликовати од оригиналне игре. Поред ове,Terraria: Otherworld је била још једна планирана игра смештена у универзуму Терариа, најављена је у фебруару 2015. да ће бити објављена до краја те године.  Otherworld је дао задатак играчу да покуша да прочисти свет од Корупције, што је требало постићи углавном проналажењем и активирањем "кула за прочишћавање" које потискују ширење Корупције. Otherworld би укључивао више елемената стратегије и role-playing-a, као што би били Тower Defense елементи, стабла вештина и прича која се открива играчу кроз прогрес у игри. У априлу 2017, Re-Logic је најавио да ће претходни партнер на пројекту, Engine Software, бити одбачен и замењен новим студијом, PipeWorks, због тога што игра касни са изласком. У априлу 2018, Re-Logic је објавио да је игра отказана јер нису задовољни њеним развојем и не желе да избаце неквалитетнан производ.

## Критика
Терариа је добила углавном позитивне критике од критичара, према review aggregator-у Метакритик. Рецензија од Destructoida је укључивала похвале за Терариу. GameStop је похвалио Тераријин аспект истраживања и осећај постигнућа, али је критиковао недостатак туторијала или експлицитних упутстава. IGN је похвалио игру, тврдећи да Терариа: „проширује на познатом жанру сендбокс игара са већим нагласком на борбу и авантуру“. Терариа је на IndieDB-у добила награду #1 за Indie игру 2011. године.
Терариа је продата у 200.000 примерака за нешто више од недељу дана након објављивања, и преко 432.000 у року од месец дана. До јуна 2015. продато је преко 12 милиона примерака Терарие на свим платформама, тај број повећао на преко 35 милиона до краја 2020, са 17,2 милиона на ПЦ-у, 8,5 милиона на конзолама и 9,3 милиона на мобилним уређајима.